# Arbitio
Flavius Arbitio (auch Arbetio) war ein römischer Heermeister (magister militum) der Spätantike. Er war in den 350er-Jahren der bedeutendste und einflussreichste Heermeister des Kaisers Constantius II. (337–361) und wurde 355 mit dem Konsulat geehrt. Arbitio befand sich bis zum Tod des Constantius 361 dauerhaft am kaiserlichen Hof und nutzte diese Stellung, um gegen rivalisierende Heermeister wie Silvanus, Ursicinus und Barbatio zu intrigieren. 355 kämpfte er am Bodensee gegen die Alamannen. Auch unter Constantius’ Nachfolger Julian blieb er zunächst im Amt und nahm als Richter an den Prozessen teil, die etlichen von Julians Feinden den Tod oder die Verbannung brachten. Nachdem er 362 in den Ruhestand getreten war, spielte er noch einmal eine wichtige Rolle bei der Usurpation des Procopius, die er niederzuschlagen half. Die Hauptquelle für das Leben Arbitios ist der Geschichtsschreiber Ammianus Marcellinus, der ihn zumeist sehr negativ beschreibt.

## Zeitgeschichtlicher Hintergrund

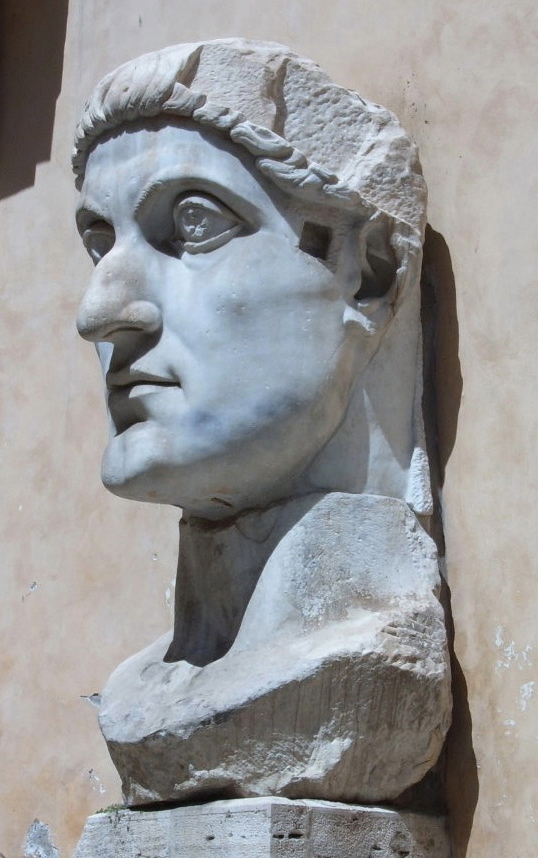
Konstantin der Große, Kolossalstatue, Kapitolinische Museen, Rom

Im Jahr 284 wurde Diokletian Kaiser. Er leitete umgehend zahlreiche Reformen ein, um die seit Jahrzehnten schwelende Reichskrise des 3. Jahrhunderts zu beenden. Neben Finanz- und Verwaltungsreformen organisierte er die kaiserliche Herrschaft neu, indem er das System der Tetrarchie begründete: Nun herrschten nicht mehr ein, sondern gleich vier Kaiser – zwei Augusti und zwei untergeordnete Caesares – über das riesige Reich, das in vier Sprengel aufgeteilt wurde. Nach der Abdankung Diokletians 305 zerfiel die Tetrarchie jedoch rasch. 306 wurde, entgegen der eigentlichen Ordnung, Konstantin von den Soldaten zum Kaiser ausgerufen und noch im selben Jahr erhob sich in Rom der Usurpator Maxentius.
Es folgte ein jahrelanger Bürgerkrieg, aus dem schließlich 324 Konstantin als Alleinherrscher hervorging. Dies war der Beginn einer relativ stabilen Zeit, in der wohl auch Arbitio in der Armee aufstieg. Am 22. Mai 337 jedoch starb Konstantin eines natürlichen Todes, ohne in der Frage seiner Nachfolge eine klare Regelung getroffen zu haben. Die Folge war eine Reihe von Morden, bei denen etliche Angehörige der konstantinischen Dynastie den Tod fanden. Die Profiteure dieser Säuberungen waren Konstantins Söhne Constans, Konstantin II. und Constantius II., die schließlich an die Macht gelangten und das Reich unter sich aufteilten.
Schon 340 kam es zu einem Bruderkrieg zwischen Konstantin II. und Constans, in dem Konstantin getötet wurde. In der Folgezeit regierte Constans im Westen des Reiches, Constantius II. im Osten. 350 ließ jedoch der Offizier Magnentius Constans ermorden und erhob sich selbst in Gallien zum Kaiser. Constantius II. ernannte daraufhin seinen Cousin Constantius Gallus zum Caesar, zu seinem Unterkaiser, und ließ ihn die Grenzen im Osten gegen die persischen Sassaniden sichern. Constantius selbst zog gegen den Usurpator und besiegte ihn 351 in der Schlacht bei Mursa. Magnentius zog sich nach Gallien zurück, wo er sich das Leben nahm, nachdem seine Truppen 353 in der Schlacht am Mons Seleucus endgültig aufgerieben worden waren.

## Leben

### Aufstieg zum Konsul
Die Karriere Arbitios begann unter Konstantin dem Großen. Nach seinem Eintritt ins Heer zunächst gemeiner Soldat, stieg er noch unter Konstantin zum dux auf, zum „Heerführer“. Als Konstantin 337 starb, scheint Arbitio in die Armee von dessen Sohn Constantius II. versetzt worden zu sein. Zunächst, also vor allem für die 340er Jahre, sind allerdings keine Nachrichten über ihn zu finden, er scheint sich nicht weiter hervorgetan zu haben. Erst im Bürgerkrieg, wohl in dem gegen den Gegenkaiser Magnentius, zeichnete sich Arbitio aus und wurde schließlich befördert. 354 ist er zum ersten Mal als magister equitum nachzuweisen, als Befehlshaber der Reiterei, ein Posten, den er aber auch schon vorher innegehabt haben könnte. Die Heermeister (magistri militum), zu denen Arbitio nun gehörte, waren die höchsten militärischen Befehlshaber im Römischen Reich.
354 verlor Constantius II. die Geduld mit seinem Caesar Constantius Gallus. Dieser hatte sich im Osten zahlreiche politische Missgriffe geleistet und stand überdies im Verdacht, eine Usurpation zu planen. Constantius lockte ihn daraufhin in den Westen und ließ ihn hinrichten. Im Anschluss daran wurde den Anhängern des Gallus der Prozess gemacht. Zu diesem Zweck schickte der Kaiser Arbitio nach Aquileia, wo er gemeinsam mit Eusebius, dem Kämmerer des Constantius, den Prozess gegen zahlreiche Anhänger des hingerichteten Gallus führen sollte. Die Prozesse endeten oft mit Hinrichtungen, Verbannungen und Degradierungen. Vermutlich vor allem als Belohnung für seine Taten im Bürgerkrieg erlangte Arbitio im Jahr 355 gemeinsam mit dem Prätorianerpräfekten Egnatius Lollianus das Konsulat.
In seinem Konsulatsjahr 355 führte Arbitio gemeinsam mit Constantius II. einen Feldzug gegen zwei alamannische Stämme, darunter die Lentienser, nachdem diese wiederholt in römische Gebiete eingefallen waren und diese geplündert hatten. In Raetien, dem Ausgangspunkt für die Operation, teilte Constantius die Truppe in zwei Abteilungen: Er selbst blieb mit einem Teil der Armee im Hintergrund, während er den anderen Teil unter Arbitio in die Gegend um den Bodensee vordringen ließ. Dort geriet Arbitios Abteilung in einen Hinterhalt und wurde zunächst zersprengt. Es gelang ihm jedoch über Nacht, die Truppen wieder zu sammeln, weitere Angriffe abzuwehren und ein Lager zu errichten. Die Germanen, die wegen des Erfolgs vom Vortag immer forscher und unvorsichtiger wurden, wurden schließlich bei einem Ausfall überrannt.

### Am Hof Constantius’ II.

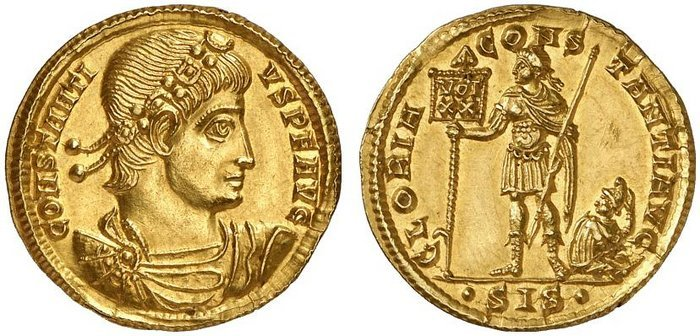
Solidus mit dem Bildnis Constantius’ II., geprägt 344 in Siscia

Constantius II. wird in mehreren Quellen (vor allem bei Ammianus Marcellinus) als ein Kaiser beschrieben, dessen Politik stark von den Eingebungen seiner Höflinge abhängig war. Auch Arbitio gehörte – neben anderen, wie dem Kämmerer Eusebius – zu dieser Hofkamarilla. Er nutzte seine Stellung, um gegen Rivalen zu intrigieren. Opfer dieser Ränke wurde zum Beispiel der Heermeister Silvanus, der 355 als magister militum in Köln residierte. Arbitio und andere Höflinge versuchten, dem Kaiser einzureden, Silvanus plane eine Usurpation. Als der Verleumdete von den Machenschaften erfuhr, fühlte er sich so sehr bedrängt, dass er keinen anderen Ausweg mehr sah, als sich tatsächlich zum Kaiser auszurufen. Dieser Aufstand wurde allerdings schon bald niedergeschlagen, Silvanus dabei getötet. Arbitio hatte einen Rivalen beseitigt.
Ein weiteres Opfer der Intrigen Arbitios war der Heermeister Ursicinus. Auch er wurde verdächtigt, die Kaiserwürde anzustreben, so dass Constantius nach und nach das Vertrauen zu dem erfolgreichen General verlor. Er wurde schließlich 354 angeklagt und vorübergehend entmachtet. Auch Barbatio, ein weiterer Heermeister, fiel 359 den Hofintrigen, an denen Arbitio rege beteiligt war, zum Opfer und wurde hingerichtet. Ebenfalls 359 saß Arbitio in der Kommission, die die Verantwortung für den Fall der Festung Amida untersuchen sollte, die von den persischen Sassaniden erobert worden war. Trotz gegenteiliger Hinweise, die auf die Unfähigkeit des Heermeisters Sabinianus hindeuteten, wurde erneut der inzwischen rehabilitierte Ursicinus beschuldigt, der daraufhin aus dem Heer ausscheiden musste. Arbitio war den unliebsamen Konkurrenten somit endgültig los. Im Jahr 356 wurde er jedoch selbst beinahe Opfer der höfischen Ränke: Der comes Verissimus und andere erhoben den Vorwurf, Arbitio strebe nach dem kaiserlichen Purpur. Der Prozess war bereits vorbereitet, als die kaiserlichen Kammerherren offenbar ohne weitere Diskussion der Vorwürfe ihre Entscheidung bekanntgaben: Arbitio wurde entlastet.
Als Constantius 361 den Osten des Reiches gegen die Sassaniden sicherte, schickte er Arbitio gemeinsam mit Agilo, einem weiteren Heermeister, als Vorhut an die Grenze. Derweil stand das Reich kurz vor einem Bürgerkrieg: Julian, bis dahin Caesar Constantius’ II., war im Frühjahr 360 in Gallien zum Augustus ausgerufen worden. Seitdem hatte er versucht, sich mit Constantius zu verständigen; doch dieser wollte von einer Verständigung nichts wissen. Im Sommer 361 marschierten die Heere der beiden Kaiser schließlich gegeneinander. Arbitio befand sich in der Vorhut des Constantius, als dieser im November überraschend eines natürlichen Todes starb, wodurch dem Reich ein Bürgerkrieg erspart wurde.

### Chalcedon und Procopius
Nach dem Tod des Constantius wurde Julian Alleinherrscher. Arbitio und Agilo, die gerade noch gegen ihn marschiert waren, beließ er im Amt. Sie wurden sogar mit einer wichtigen Aufgabe betraut: Sie fungierten bei den Prozessen, die Julian in Chalcedon gegen alle anstrengte, die während seiner Zeit als Caesar (355–360) gegen ihn intrigiert hatten, als Richter – gemeinsam mit den Prätorianerpräfekten Mamertinus und Salutius sowie den neuen Heermeistern Nevitta und Iovinus. Laut dem Geschichtsschreiber Ammianus Marcellinus soll Arbitio der geheime Leiter dieses Tribunals gewesen sein, womit er auch der Hauptverantwortliche für die nach Ammianus’ Meinung unnötig grausamen Urteile war. Dass Arbitio nicht selbst angeklagt war, könnte daran gelegen haben, dass er nach dem Tod des Constantius schnell reagiert und seine Soldaten auf den neuen Kaiser Julian vereidigt hatte, oder auch daran, dass Julian Konzessionen an das Militär machen musste, das er auf seine Seite ziehen wollte. Bei den Soldaten stand Arbitio in hohem Ansehen. Außerdem konnte Julian durch die Ernennung von Arbitio und Agilo zu Richtern öffentlich Neutralität und Unvoreingenommenheit vorgeben und so dem Vorwurf vorbeugen, es handele sich um reine Schau- und Racheprozesse.

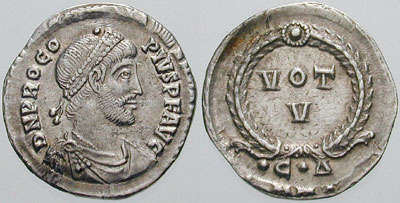
Siliqua des Procopius

Nach den Prozessen von Chalcedon, die wahrscheinlich bis ins Jahr 362 dauerten, scheint Arbitio in den Ruhestand getreten zu sein, denn er taucht in den Quellen nicht mehr als Heermeister auf, seine Stelle wurde schon bald durch Hormisdas neu besetzt. Die Quellen erwähnen ihn erst 365 wieder, als der Usurpator Procopius ihn für sich zu gewinnen suchte. Procopius war ein Verwandter Kaiser Julians, der 363 auf einem Perserfeldzug gefallen war. Er hatte sich am 28. September 365 zum Augustus ausrufen lassen und kämpfte nun gegen Kaiser Valens. Procopius glaubte Arbitio, den ehemaligen General seines Verwandten Julian, zunächst auf seiner Seite und bat um seine Unterstützung. Arbitio jedoch hatte kein Interesse daran, an einem gefährlichen Aufstand teilzunehmen, und redete sich damit heraus, dass er zu alt und noch dazu krank sei. Procopius geriet darüber in Wut und ließ das Haus Arbitios plündern.
Arbitio schlug sich daraufhin auf Valens’ Seite. Seine Unterstützung für Valens wird in verschiedenen antiken Quellen unterschiedlich dargestellt: Nach Ammianus Marcellinus sprach er zu den Soldaten des Procopius und erklärte ihnen, dass sie von einem „ruchlosen Schwindler“ „in die Irre geführt“ worden seien. Sie sollten sich von Procopius abwenden und lieber ihm folgen, dem altgedienten Heermeister von Konstantin und Constantius. Sein Ansehen verhalf Arbitio zum Erfolg, so dass Gomoarius, ein Heermeister des Procopius, sich mit seiner Truppe gefangen nehmen ließ. Als kurz darauf auch der Rest der Armee des Usurpators zu Valens überlief, war Procopius verloren. Bei Zosimos, der sich auf den Bericht des Eunapios von Sardes stützt, ernennt Valens Arbitio sogar zum Befehlshaber seiner Armee. Auch hier gelingt es Arbitio, etliche Soldaten des Procopius auf seine Seite zu ziehen, so dass diese ihm von den Plänen des Usurpators berichten können. Gomoarius verrät Procopius bei Zosimos jedoch erst während der Schlacht von Thyatira. Auch hier läuft schließlich auch der Rest der Truppen des Procopius unter Agilo zu Valens über.
Über die Nachkommenschaft Arbitios ist nichts Gesichertes bekannt. Aufgrund der Namensgleichheit wurde vermutet, dass Arbitio, der unter dem Usurpator Eugenius 394 als comes (hochrangiger Befehlshaber) diente, mit ihm verwandt gewesen sein könnte.